# Lerm-et-Musset
Lerm-et-Musset é uma comuna francesa na região administrativa da Nova Aquitânia, no departamento da Gironda. Estende-se por uma área de 36 km². Em 2010 a comuna tinha 482 habitantes (densidade: 13,4 hab./km²).